# Mauricio Vilomara
Mauricio Vilomara Virgili (1848-1930) fue un pintor escenógrafo español.

## Biografía

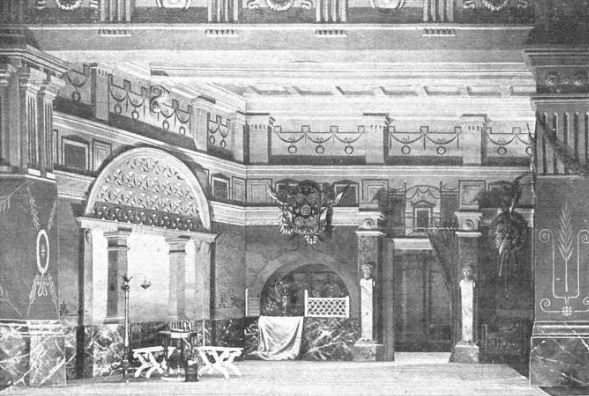
Decoración de Vilomara para la obra Gala Placidia

Nacido en Barcelona en 1848, se dedicó a la escenografía, de la que en España era considerado a su muerte una de las «figuras cumbres», trabajando en teatros como los del Liceo, Romea, Principal y Novedades, entre otros. Entre sus amistades se encontraron nombres como los de Ángel Guimerá, Santiago Rusiñol, Ignasi Iglesias y Ramón Turró. Falleció en 1930.